# Citroën XM
 (juillet 2017).
Si vous disposez d'ouvrages ou d'articles de référence ou si vous connaissez des sites web de qualité traitant du thème abordé ici, merci de compléter l'article en donnant les références utiles à sa vérifiabilité et en les liant à la section « Notes et références ».
 (août 2017).
- Si vous ne connaissez pas le sujet, laissez ce bandeau (vous pouvez alors contacter les auteurs).
- Si vous supprimez le contenu mis en cause (vous pouvez préalablement contacter les auteurs),

argumentez précisément cette suppression dans la page de discussion
(un manque de référence n'est pas un argument ; une recherche réelle de référence doit avoir été effectuée, être formellement documentée).

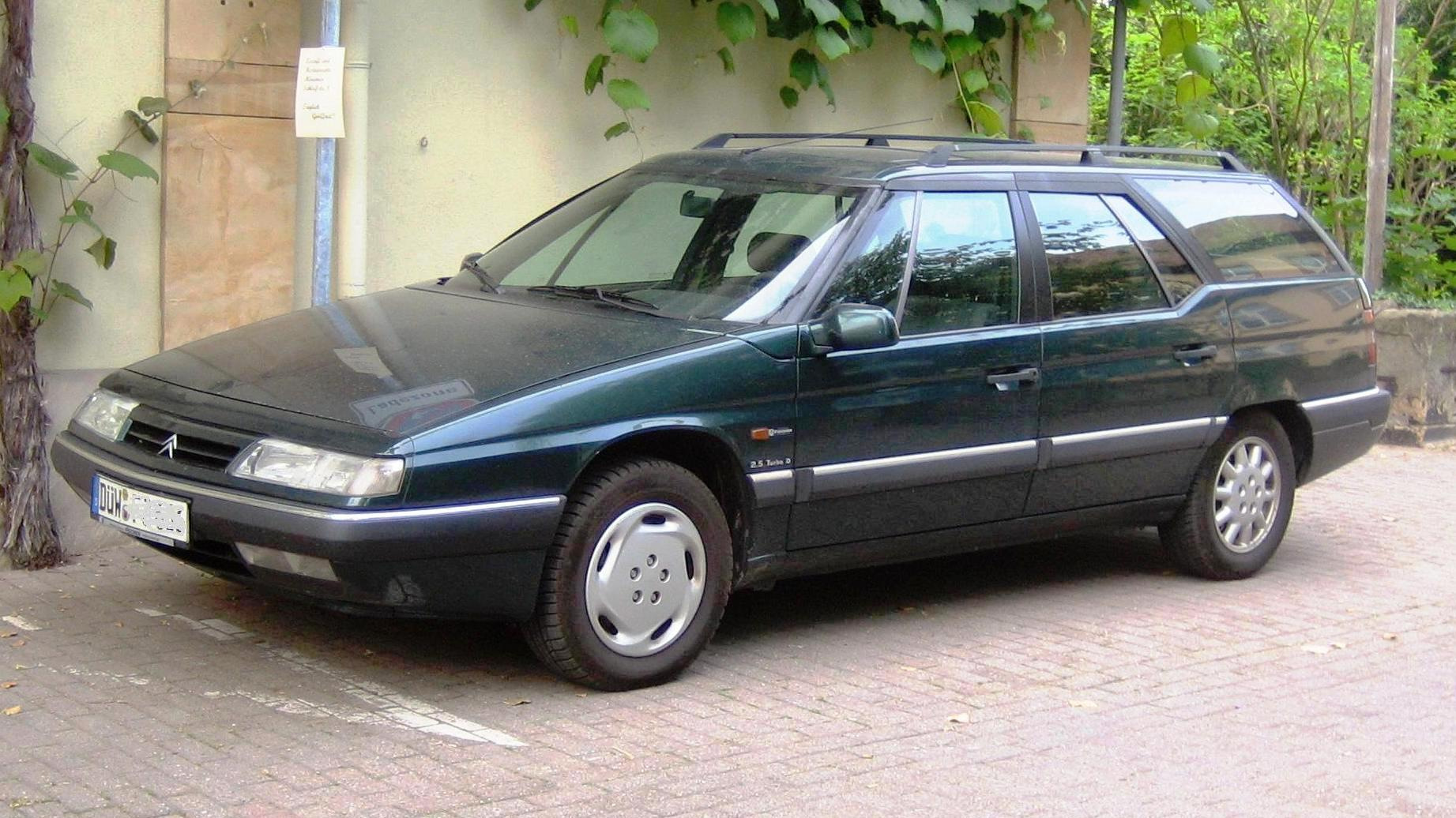
Citroën XM Break (phase 2).

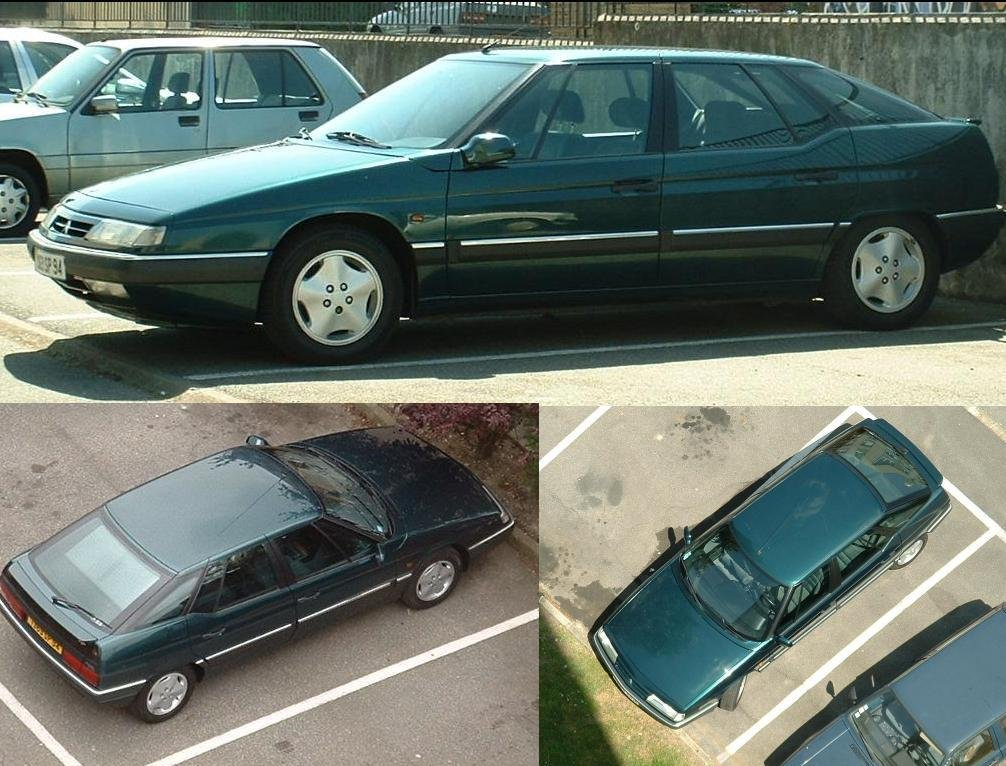
Citroën XM phase 2.

La Citroën XM est une automobile française conçue et produite par Citroën de mai 1989 à juin 2000. Elle reçut le prix de la plus belle voiture de l'année et fut élue voiture de l'année 1990, 15 ans après la Citroën CX.

## Historique
La Citroën XM est présentée au public le 23 mai 1989 après 55 mois d'élaboration sous l'appellation Y30 pour succéder à la Citroën CX.
Elle est élue voiture de l'année 1990, 15 ans après la CX.
Son dessin caractéristique est réalisé par le carrossier Bertone et lui confère une excellente aérodynamique (Cx de 0,28 pour la XM injection, 0,30 pour la V6).

Elle conserve la suspension hydropneumatique de la CX, à laquelle elle ajoute, dans sa version « Hydractive », une troisième sphère sur chaque essieu destinée à être mise en  circuit ou non pour proposer deux modes : « moelleux » et « sport ». La gestion est électronique et automatique. Par appui sur un bouton, le mode sport peut-être permanent sur hydractive I (jusqu'en février 1993). En raison de plaintes de certains clients à propos d'un confort dégradé, qui oubliaient simplement cette particularité, sur hydractive II l'appui ne force plus le mode sport, il modifie simplement les lois de passage en privilégiant plus souvent le mode sport mais restera en mode souple si les conditions de roulages et le comportement du conducteur ne justifient pas un dynamisme plus marqué du châssis.

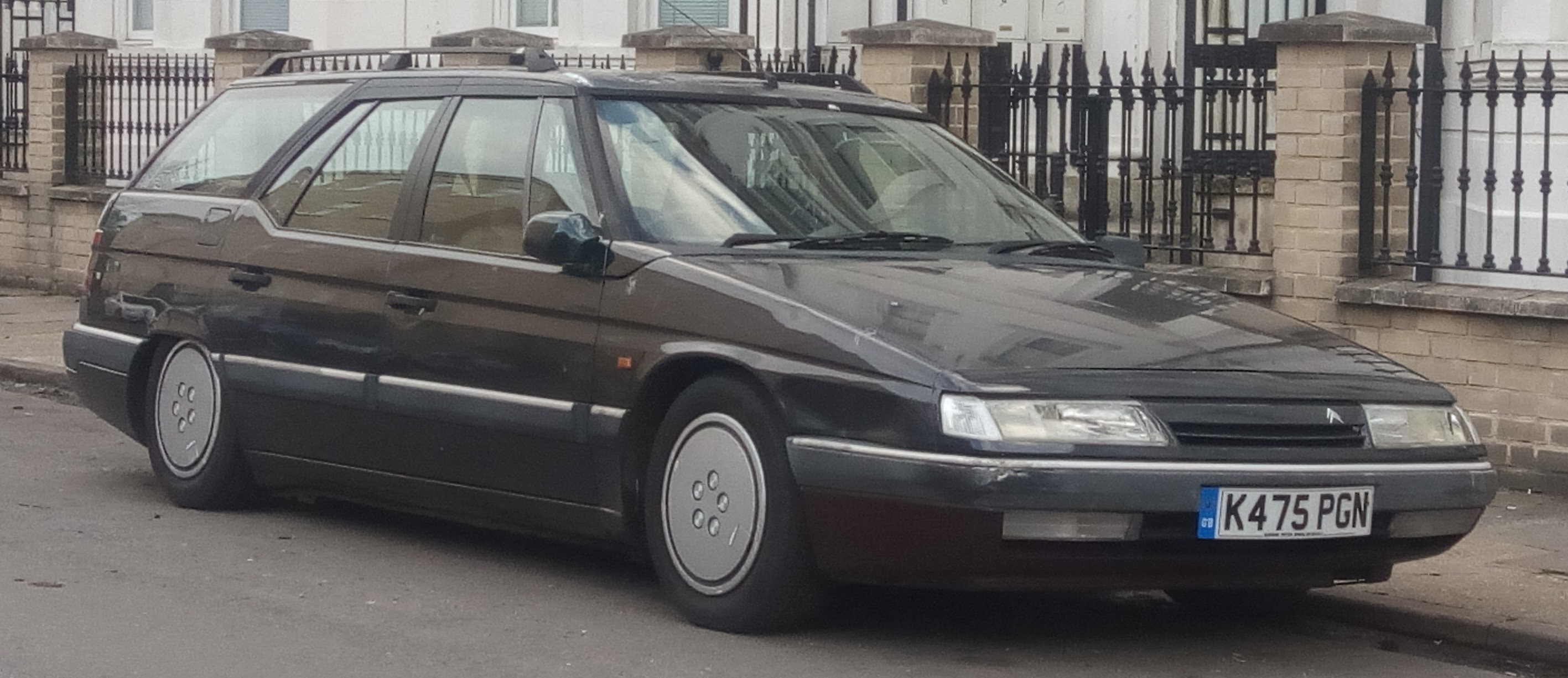
Citroën XM break phase 1

Se voulant d'un certain standing, elle offre pour la première fois une double lunette arrière, appelée 13e vitre, permettant de préserver les passagers de l'air extérieur ou du vent, même avec le hayon ouvert, ainsi que la contre-pression à la fermeture (le break n'étant pas pourvu de cette vitre additionnelle).
En septembre 1991, au Salon automobile de Francfort, Citroën présente la XM break, qui est, avec ses 4m96, l'un des breaks les plus imposants et logeables du marché européen.
La suspension hydraulique lui permet, ses prédécesseurs CX et DS, de maintenir une hauteur constante quelle que soit la charge, lui donnant un avantage sur ses concurrents.
L'intégration de Citroën dans le groupe Peugeot a entraîné le remplacement des blocs moteurs Citroën, de conception ancienne, de la CX (hérités de la DS et même, de façon lointaine, de la Traction), par des moteurs PSA, bien plus modernes, conçus par les motoristes de l’ancien bureau d’études Citroën : XU et PRV en essence, XUD en diesel (avec pour la première fois en série un Diesel multi-soupapes, le 2.1, 82 ch en atmosphérique et 110 ch avec turbocompresseur et échangeur).
Ce bloc n'est toutefois pas capable de rivaliser en performances avec le 2.5 turbo D 120 ch de la CX Diesel Turbo 2, qui a détenu le record du monde de vitesse pour un diesel de série : 195 km/h.
Contrairement à la CX, motorisée exclusivement en 4 cylindres, la XM est proposée avec un moteur V6.
En 1994, elle bénéficie d'un restylage important. Elle adopte progressivement comme la Citroën Xantia, le système SC-MAC (sauf V6) qui évite l'affaissement de la suspension après un arrêt prolongé. Elle y gagne également un nouveau tableau de bord, mieux fini et d'un dessin plus moderne. Sa face avant est également retravaillée. A l'arrière, l'aileron est rabaissé. 
Comme toutes les Citroën haut de gamme précédentes, la XM est utilisée par le Président de la République (François Mitterrand puis Jacques Chirac) et dans la haute administration française.
De 1996 à 1997, quelques centaines de Citroën XM et Citroën Xantia en CKD sont expédiées vers la Chine, où elles sont assemblées dans la ville de Huizhou par Fengshen. Les deux modèles sont indifféremment commercialisés sous le nom de Citroën Xuetielong XM,.
La XM est produite jusqu'en juin 2000, avant d'être remplacée par la Citroën C5 I, en 2001, puis indirectement par la Citroën C6 en 2005.
Produite à 333 405 exemplaires en 11 ans, et laissée sans héritière directe (avant la C6), elle n'a pas réussi à reprendre le flambeau de la CX. Ses problèmes de fiabilité survenus les premières années de sa commercialisation terniront son image tout le long de sa carrière, et ce malgré la correction de ces défauts.

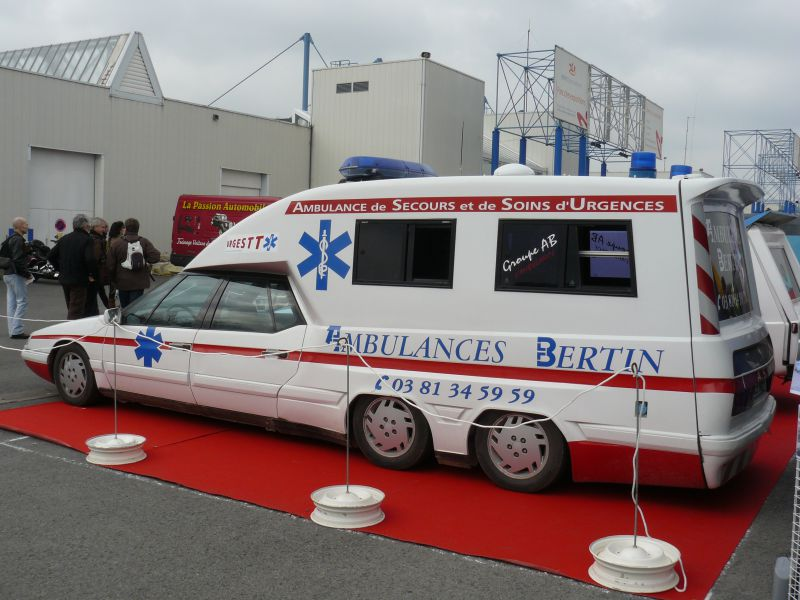
Citroën XM Ambulance Tissier de 1990

## Évolution

### Modèles 1989 à 1994
Mai 1989 : le 23 mai, à Lyon, convention de lancement de la Citroën XM. Ce véhicule haut de gamme (segment E) produit dans l'usine Citroën de Rennes-La-Janais, en Bretagne, est doté pour la première fois au monde sur un véhicule de série, d’une suspension associant l’intelligence de l’électronique à la force et la souplesse de l’hydraulique : la suspension Hydractive[non neutre].
La nouvelle XM est pour l'instant disponible uniquement en deux motorisations essence : un quatre cylindres 2 litres injection et un six cylindres en V de 3 litres. Ces deux moteurs sont disposés transversalement. Cette berline bicorps dessinée par Bertone affiche un coefficient de pénétration dans l'air (le Cx) de 0,28 (0.30 pour la V6), mesure 4,71 m de long et 1,79 m de large, 5 portes, 5 places et un réservoir de 80 litres. La surface vitrée, très importante, offre au total 3,25 m2 d’ouverture sur l’environnement extérieur et un coffre d’un volume de 455 à 1 460 litres (avec la banquette arrière rabattue).
A son lancement, la gamme XM est constituée de deux motorisations couplées à deux niveaux de finitions : le moteur quatre cylindres 2 litres injection 1 998 cm3, issu de la famille des moteurs XU (130 ch à 5 600 tr/min et 18,2 mkg à 4 800 tr/min, 11 CV, 205 km/h), est proposé en finition de base (sans nom pour l'instant) avec garnissage intérieur en velours Nord Ouest, et en finition Ambiance, avec garnissage intérieur en velours Marina et mieux équipée : suspension Hydractive, ABS et peinture métallisée de série, projecteurs antibrouillard, écran d'informations à gauche du tableau de bord, autoradio avec commandes au volant, chauffage régulé, rétroviseurs extérieurs électriques, sièges avant électriques et 4 vitres électriques, aérateurs pour les passagers arrière, accoudoir entre les sièges avant, vitre de séparation entre la banquette arrière et le hayon, éclairages de seuil dans les panneaux de portes et sous le capot, etc. En haut de gamme, le moteur six cylindres en V à 90° 3 litres injection 2 975 cm3 connu sous le nom de « moteur V6 PRV », (170 ch à 5 600 tr/min et 24,5 mkg à 4 600 tr/min, 16 CV, 222 km/h catalyseur), est disponible uniquement en finition Ambiance. Son équipement de série est complété par une direction à rappel asservi à la vitesse (système Diravi, typiquement Citroën, hérité de la CX et de la SM, offrant une sensation d’assistance variable), un ordinateur de bord à quatre fonctions (température extérieure, consommation instantanée, consommation moyenne et vitesse moyenne) et un antidémarrage codé. Au chapitre des options communes aux deux finitions, ce modèle peut recevoir des jantes en alliage léger, un garnissage intérieur en cuir noir, une banquette arrière fractionnable 40/60 (sauf si option cuir), une climatisation régulée, un autoradio Clarion à antivol codé avec commandes au volant et antenne intégrée à la lunette arrière (en plus de l'antenne de toit), les sièges chauffants avant et arrière, un toit ouvrant électrique et un équipement pour radio-téléphone.
Teintes carrosseries : Beige Tanis métallisé, Blanc Meije, Bleu Memphis métallisé, Bleu Olympe métallisé, Brun Castor métallisé, Gris Axinite métallisé, Gris Dolmen métallisé, Gris Météor métallisé, Gris Perle métallisé, Noir Verni, Rouge Delage, Rouge Mandarin métallisé et Vert Amandier métallisé.
Du 23 mai au 1er juin 1989, "XM'Art - Art et Automobile", une exposition consacrée à la XM qui se tient au Quai Branly dans le 7e arrondissement de Paris. Sur près de 500 m2, sont rassemblées des pièces automobiles et des œuvres d'art (sculptures, peintures, collages et photos) réalisées par 18 artistes. L'exposition sera ensuite itinérante à travers l’Europe.
Juillet 1989 (année-modèle 1990) : En collaboration avec le fabricant de miniatures Solido, Citroën lance la XM réduite à l'échelle 1/18, distribuée dans le monde entier.
Septembre 1989 (année-modèle 1990) : Commercialisation du vrai modèle de base de la gamme XM, la 2 litres carburateur 1 998 cm3, 115 ch à 5 800 tr/min et 17,4 mkg à 2 250 tr/min, 9 CV, 193 km/h), finition Séduction. Équipée d'enjoliveurs de roues différents, dépourvue d'aileron arrière, et une finition intérieure simplifiée par rapport à la XM Harmonie (garnissage intérieur en velours Flodia, panneaux de portes différents, absence du compte-tours remplacé par une horloge à aiguilles, suppression du témoin d'ouverture des portes, de l'indicateur de température extérieure, de la console centrale vide-poches et de la serrure de boîte à gants, etc.), ce modèle affiche un Cx de 0,30. La XM 2 litres Séduction peut, en option, être équipée d'une boîte de vitesses longue faisant baisser sa puissance fiscale de 9 CV à 7 CV. Commercialisation de la version diesel atmosphérique de 2,1 litres D12 (2 138 cm3, 83 ch à 4 600 tr/min et 15 mkg à 2 000 tr/min), finitions Séduction (173 km/h) et Harmonie (176 km/h).
Novembre 1989 (année-modèle 1990) : Commercialisation des XM Turbo D12 de 2,1 litres 2 088 cm3 turbocompressé (110 ch à 4 300 tr/min et 25,3 mkg à 2 000 tr/min) 192 km/h, finitions Harmonie et Ambiance. Pour l’année 1989, 46 300 voitures sont produites.
Janvier 1990 : Élue « Voiture de l’année 1990 » par 57 membres du Jury international en recueillant 390 points, la Citroën XM reçoit quatorze distinctions nationales et internationales. Elle est ainsi la troisième Citroën à recevoir ce trophée créé en 1963, après la GS en 1971 et la CX en 1975.
Juillet 1990 (année-modèle 1991) : Apparition de répétiteurs de clignotants orange sur les ailes avant, nouveau logo gris à fond noir sur le volant (en remplacement du blanc à fond rouge) et couvercle de boîte à gants moussé. Adoption d'un pont de boîte de vitesses plus court et d'un nouveau système d'injection sur les XM 2 litres injection. Au nuancier, la couleur Gris Cristal métallisé remplace le Gris Perle métallisé.
Commercialisation de la XM V6 24 soupapes, à la finition spécifique "Exclusive". Elle est équipée du « moteur V6 PRV » mais équipé de culasses à 4 soupapes par cylindre (6 cylindres 24 soupapes à injection électronique et admission variable (systeme ACAV))  développant 200 ch à 6 000 tr/min avec un couple de 26,5 mkg à 3 600 tr/min, 235 km/h. Extérieurement, elle se distingue de la finition Ambiance par des jantes en alliage léger spécifiques, la baie de pare-brise, les rétroviseurs, les bandeaux de pare-chocs et baguettes latérales peints couleur caisse et à l'intérieur par son volant gainé de cuir, un décor bois sur le volet radio, le cendrier avant, le pommeau de levier de vitesses, la boite à gant et les contre-portes, le garnissage des sièges et panneaux de portes en cuir (ou Alcantara en option gratuite), l'antidémarrage codé, climatisation automatique, et l'autoradio avec une nouvelle proposition de teinte spécifique : Vert Véga (métallisé nacré).
Juillet 1991 (année-modèle 1992) : La finition de base Séduction (motorisations 2 litres carburateur et diesel atmosphérique) est remplacée par la finition Présence avec un équipement enrichi, et la finition Seduction est remplacée par la finition Sensation qui est  enrichi pour les motorisations 2 litres injection, diesel atmosphérique et turbo diesel. Commercialisation des nouvelles berlines V6 Sensation et V6 Exclusive. À la suite de la création de la XM V6 Exclusive, les options Pack VIP et Pack VIP Alcantara + velours sont supprimées sur la version Citroën XM Ambiance. Sur l'ensemble de la gamme, nouveau modèle de jantes en alliage léger, nouveaux types de poste autoradio PC 202 et PC 302 et nouveau garnissage en cuir Savane optionnel. En option, apparition de la boîte de vitesses automatique sur les XM turbo diesel, finitions Sensation et Ambiance.
Septembre 1991 (année-modèle 1992) : Citroën présente en première mondiale, au Salon de l'auto Francfort, le break XM.
Octobre 1991 : Commercialisation de la version break, fabriqué chez Heuliez à Cerizay. Le véhicule est allongé de 25 cm par rapport à la berline pour un empattement identique, et la garde au toit est augmentée de 5 cm à l’arrière : 4,963 m de long x 1,794 m de large, coffre de 720 à 1960 litres (avec banquette rabattue). Le Cx variant entre 0,33 et 0,34 selon les versions et leur niveau d’équipement. Quatre motorisations sont disponibles : le 2 litres injection en finitions Détente et Ambiance, le V6 3 litres en finition Ambiance, le diesel atmosphérique en finition Détente et le turbo diesel en finitions Détente et Ambiance.
Mars 1992 : Heuliez présente au salon de l'automobile de Genève la XM Palace, une limousine tricorps dont la longueur atteint 5,03 mètres, par un allongement de 13 centimètres de l'empattement et de 20 centimètres du porte-à-faux arrière. Cette voiture reste à l'état de prototype.
Juillet 1992 (année-modèle 1993) : Sur l'ensemble de la gamme, un certain nombre de modifications concernent l'habitacle :
- Généralisation de l’harmonie intérieure noire.
- Nouveau volant deux branches sur toute la gamme, intégrant les boutons de commande de l’autoradio si équipé.
- Montage en série de la cinquième ceinture centrale arrière sur tous les modèles, prétensionneurs avant sur Exclusive.
- Nouvelle commande d’éclairage intégrée au commodo de clignotants.
- Nouvelle commande et extension du régulateur de vitesse compatible avec les commandes de l’autoradio sur le volant, sur les modèles berlines et breaks à boîte automatique exclusivement.
- Montage en série de l’ordinateur de bord avec fonction autonomie sur toutes les XM essence 4 cylindres Ambiance et Exclusive. Une fonction autonomie complète l’ordinateur de bord sur XM V6 Ambiance et Exclusive.
- Nouvelles options constructeur : autoradio PC 202 et PC 302 RDS (en série sur Exclusive).
Tous les modèles essence sont désormais équipés d’un catalyseur trois voies régulé et d’un canister (norme européenne), et les modèles diesel sont équipés d’un recyclage du gaz d’échappement (vanne EGR). De ce fait, le moteur 2 litres à carburateur 115 ch  non catalysé disparaît du catalogue et la puissance du 2 litres injection passe de 130 à 122 ch.
En bas de gamme, le modèle 2 litres Présence devient XM injection Présence. Dans la foulée, les finitions Présence injection et diesel D12 voient leur équipement enrichi par le montage des enjoliveurs de roues des XM finitions Sensation et Ambiance, du becquet arrière et de la suspension Hydractive.
Nouveaux garnissages velours sur les XM Sensation.
Apparition du modèle XM Turbo D12 Exclusive, disponible en boîte de vitesses manuelle ou automatique.
Commercialisation, en option, de la boîte de vitesses automatique sur les breaks XM Ambiance 2 litres et Turbo D12.
Nouveaux coloris de carrosserie Bleu Sidéral métallisé et Gris Quartz métallisé.
La gamme se compose désormais de 32 modèles berlines et breaks.
Octobre 1992 (année-modèle 1993) : Nouveau moteur essence 2 litres injection turbocompressé à couple constant (Turbo CT), 1 998 cm3, 145 ch de 4 400 à 6 200 tr/min et 23 mkg de couple de 2 200 à 4 400 tr/min, 212 km/h, finitions Sensation, Ambiance, Exclusive et break Ambiance.
Février 1993 : Lancement des Citroën XM Turbo CT berline et break à boite de vitesses automatique ZF à 4 rapports. Comme les versions à boîte de vitesses manuelle, elles sont équipées du moteur 1 998 cm3 turbocompressé développant 145 ch et sont disponibles en finitions Sensation, Ambiance et Exclusive.
Juillet 1993 (année-modèle 1994) : Simplification de la gamme et enrichissement des équipements de série. Évolution du « moteur V6 PRV »: cylindrée 2 963 cm3 pour un meilleur agrément:  couple plus important dès 2 000 tr/min, par rapport au 2 975 cm3 (autres performances et consommation inchangées). Nouvelles options : alarme périmétrique et volumétrique, antidémarrage codé sur les versions 4 cylindre essence. Nouveau garnissage des sièges en Alcantara et velours Diamant sur la finition Exclusive. Nouveaux coloris de carrosserie Blanc Banquise, Bleu Mondial métallisé et Gris Crépuscule métallisé.
Novembre 1993 : Commercialisation de la série spéciale limitée XM Onyx, produite à 2000 exemplaires, proposée en trois motorisations : essence 2 litres injection (1 998 cm3, 122 ch) diesel atmosphérique (2 138 cm3, 83 ch) et turbo diesel (2 088 cm3, 110 ch). Garnissage des sièges et des panneaux de portes en velours. Peintures carrosseries Blanc Banquise, Gris Silex métallisé, Gris Quartz métallisé, Gris Crépuscule métallisé, Rouge Cerise métallisé et Vert Vega métallisé. À la même date, lancement de la XM Pallas, série spéciale limitée à 1500 exemplaires sur base de la finition Sensation et disponible uniquement en motorisation diesel turbocompressée (2 088 cm3, 110 ch). Garnissage des sièges et des panneaux de portes en velours. Peintures carrosseries Blanc Banquise, Gris Silex métallisé, Gris Quartz métallisé, Gris Crépuscule métallisé, Rouge Cerise métallisé et Vert Véga métallisé.

### Modèles 1995 à 2000
Juillet 1994 (année-modèle 1995) : La gamme XM se distingue par un profond restylage extérieur et intérieur. De nouveaux équipements, des évolutions mécaniques (avec surtout la refonte des faisceaux électriques pour une meilleure fiabilité) dont le lancement de deux nouvelles motorisations, d'une nouvelle boîte de vitesses, et de nouvelles dénominations. La gamme se compose alors de 33 modèles (22 berlines et 11 breaks).

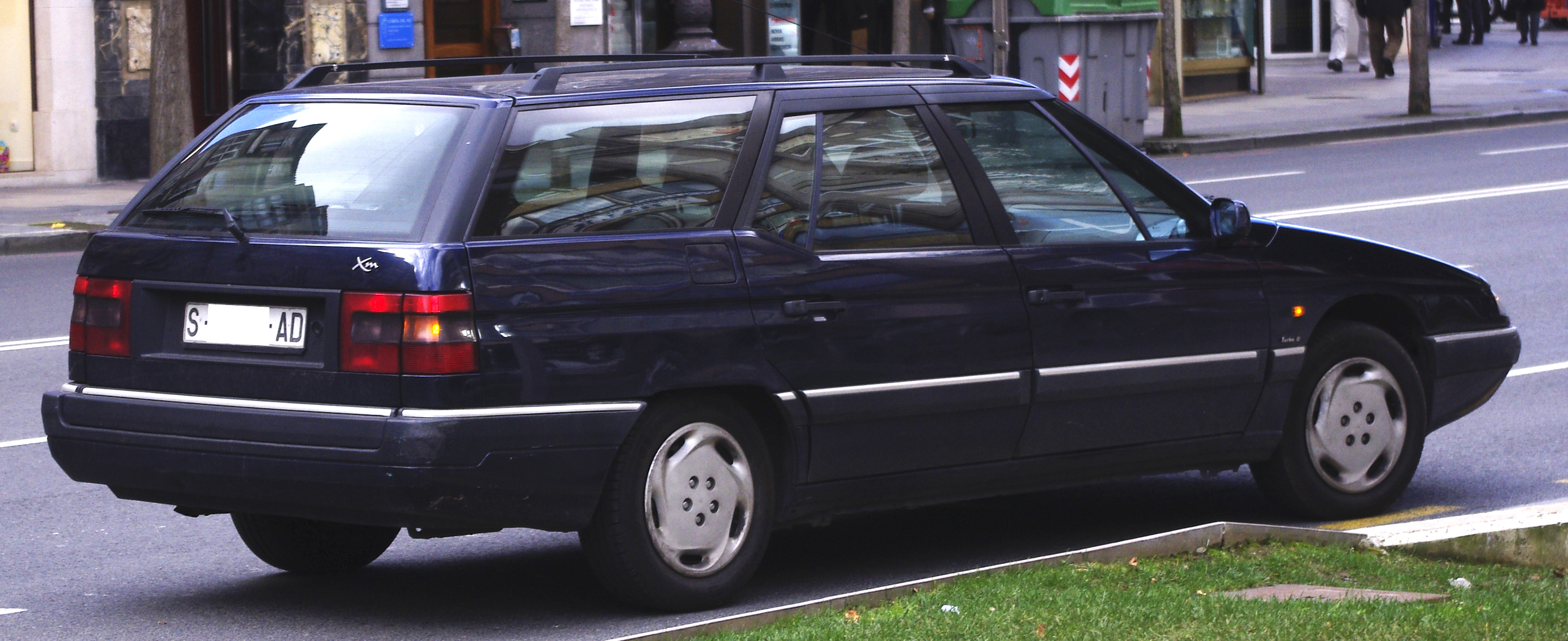
Citroën XM break phase 2.

1. Citroën XM break phase 2.Restylage extérieur :

- Nouveau bouclier avant, avec nouveaux clignotants et antibrouillards
- Nouvelle calandre avec les chevrons intégrés au centre
- Nouveaux rétroviseurs extérieurs, repositionnés, peints couleur carrosserie sur toutes les finitions
- Pièces d’auvent peintes couleur caisse
- Répétiteurs latéraux de clignotants
- Nouveaux essuie-glaces avant et arrière
- Nouveau becquet arrière
- Nouveaux enjoliveurs de roues

2. Restylage intérieur :
- Nouvelle planche de bord, combiné (à tachymètre électrique) et façade de climatisation
- Nouveau volant à 4 branches avec airbag (avec ou sans commandes radio selon version)
- Deux coussins gonflables frontaux de série
- Évolution du décor bois
- Nouveaux garnissages intérieurs en velours sur les finitions SX et VSX. Cuir intégral ou Alcantara sur la finition Exclusive

3. Nouveaux équipements :
- Airbags et prétensionneurs pyrotechniques à déclencheur électronique de ceintures de sécurité avant
- Barres de renfort dans les portes
- Nouvelle télécommande à ondes hertziennes haute-fréquence
- Supercondamnation associée à la télécommande
- Rétroviseur passager indexé à la marche arrière
- Lève-vitre conducteur séquentiel à dispositif anti-pincement
- Prééquipement radiotéléphone GSM
- Alarme en direction à droite
- Nouvelles options d'autoradio

4. Evolutions mécaniques :
- Adoption d’un moteur 2 litres 16 soupapes (1 998 cm3) de 135 ch à 5 500 tr/min et 19 mkg à 4 200 tr/min, 205 km/h et surtout d’un 2,5 l turbo diesel à 3 soupapes par cylindre (2 446 cm3) de 130 ch à 4 300 tr/min et 30 mkg à 2 000 tr/min, 201 km/h.Ce moteur renoue avec les performances de la CX 25 TD2. Le moteur Turbo CT passe de 145 à 150 ch à 5 300 tr/min et le couple de 23 à 24,5 mkg de 2 500 à 3 500 tr/min, 215 km/h
- Adoption du système "SC/MAC" (système Citroën de maintien d’assiette constante), système permettant de limiter l'affaissement du véhicule à l'arrêt, moteur coupé (uniquement sur motorisations DK5ATE et XU10J4R).
- Train arrière autodirectionnel grâce aux cales élastiques de fixation du train arrière reprises de la Xantia
- Fluide frigorigène de climatisation sans CFC sur toute la gamme
- Vidange tous les 15 000 km sur toutes les versions essence.

5. Évolutions de la gamme :
La gamme XM année-modèle 1995 comprend trois niveaux :
- SX, correspondant à une amélioration de l'ancien niveau Présence.
- VSX, intermédiaire entre les anciens niveaux Sensation et Ambiance.
- Exclusive : équivalent au niveau Exclusive de l'année-modèle 1994.
La version break n'est déclinée qu'en SX et VSX.

6. Nouvelles teintes carrosseries métallisées vernies :
Bleu Amiral (KNC), Bleu Stratos (EPG), Brun Quad (EEB), Rouge Griotte (KKS) et Vert Poséidon (ESY).
Octobre 1994 : Au Mondial de l’Automobile à Paris, Citroën présente la XM Prestige, une série spéciale limitée à 500 exemplaires proposée avec une motorisation essence (1 998 cm3, 135 ch) et une diesel (2 088 cm3, 110 ch). Garnissage des sièges en velours gris avec insert transversal de couleur sur le dossier et sur l’assise. La couleur de l’insert est harmonisée avec la teinte de la caisse. Les panneaux de portes sont également garnis de velours. Cette série limitée est disponible en Vert Amazonie, Gris Quartz et Bleu Stratos.
Présentation du véhicule concept de synthèse Citroën XM Alto (Advanced Leading Technology On board). Voiture intelligente, elle regroupe 5 thèmes de recherches sur les technologies électroniques embarquées : vision de nuit, suivi des lignes blanches, conduite coopérative, suivi de véhicule et guidage autonome informé.
Mars 1995 : Commercialisation de 400 XM multiplexées. Le multiplexage simplifie et optimise la communication électrique, du fait qu'un seul câble (BUS) assure la distribution des informations et de l'énergie. Une unité centrale contrôle le bon fonctionnement des instruments et un écran de communication permet au conducteur de recevoir beaucoup plus d'informations.
Lancement d'une XM Exclusive nouvelle définition au sommet de la gamme.
Mai 1995 : Le 17 mai, François Mitterrand quitte le palais de l'Élysée à bord d'une XM V6 PRV 24 soupapes. Jacques Chirac, le nouveau Président de la République, a choisi pour ses déplacements privés de rouler en XM V6.24 Exclusive, intérieur en cuir beige.
Janvier 1996 : Lors de la visite de Jacques Chirac à l'usine Heuliez à Cerizay, le constructeur des Deux-Sèvres présente une autre version de sa limousine XM Palace, à trois volumes. Basée sur le break, elle prend l’appellation de Limousine et reste un exemplaire unique.
Février 1996 : Citroën commercialise la XM Harmonie, une série spéciale limitée à 500 exemplaires. Proposée avec une motorisation essence (1 998 cm3, 135 ch) et une diesel (2 088 cm3, 110 ch). Garnissage velours Moara et velours uni des sièges et velours uni des panneaux de portes. Couleurs carrosserie Bleu Mauritius, Rouge Pivoine, Vert Vega et Gris Graphite.
Avril 1996 : Lors de la visite officielle du Premier ministre chinois Li Peng en France, Jacques Calvet, alors président de PSA, lui offre une XM Exclusive.
Juillet 1996 (année-modèle 1997) : Simplification de la gamme par l'arrêt des modèles diesel atmosphérique (D12) berline et break. Lancement de la motorisation 2.1 Turbo Diesel (XUD11BTE) associée à la transmission automatique, en remplacement du moteur XUD11ATE.
Passage progressif de l'ensemble de la gamme aux nouvelles normes antipollution Euro 96.
Lancement de la technologie du multiplexage sur une série limitée de XM 2.1 Turbo D Exclusive. Outre les fonctions multiplexées actuelles, trois nouvelles fonctions apparaissent :
- Mémorisation de la position de conduite. Cette fonction concerne les 4 axes du siège conducteur (réglage longitudinal, inclinaison du dossier, rehausse avant, rehausse arrière).
- Indexation des rétroviseurs extérieurs en marche arrière. La sélection d'indexation du rétroviseur conducteur ou passager se fait au moment du passage de la marche arrière en fonction de la position du clignotant (droit ou gauche).
- Ajout d'une position automatique sur la commande d'essuie-glace permettant le fonctionnement automatique des essuie-glaces en fonction de l'indicateur du capteur de pluie et de la vitesse du véhicule. Tous les réglages manuels restent accessibles.
Antidémarrage codé (ADC) à commande haute fréquence (HF).
La gamme XM année-modèle 1997 se compose de 24 modèles berlines et breaks.
Avril 1997 : La Citroën XM se dote du nouveau « moteur V6 ESL » à 60° 24 soupapes essence (2 946 cm3 de 194 ch à 5 500 tr/min et 27,7 mkg à 4 000 tr/min, 233 km/h. À cette motorisation est associé au choix une boite de vitesses manuelle à 5 rapports ou une nouvelle boite automatique, la ZF 4HP20. Intelligente, cette boite multi-programmes à gestion électronique est auto-adaptative.
Juillet 1997 (année-modèle 1998) : La direction assistée à rappel asservi (héritée des SM et CX) disparait sur les motorisations V6, remplacé par la direction à assistance constante des autres modèles. Par souci d'une meilleure efficacité pour la gestion des stocks et d'une plus grande dynamique vis-à-vis de la concurrence étrangère, la gamme est simplifiée. La nouvelle gamme est recentrée sur deux niveaux de finitions, SX et Exclusive en berline, et SX uniquement en break :
- SX, l'équipement de série est fortement enrichi par rapport à l'ancienne gamme : climatisation entièrement automatique, 3e feu-stop, décor bois sur volet radio, cendrier avant et pommeau de levier de vitesses, nouveau garnissage en velours Cananga, vitres électriques avec anti-pincement et commande séquentielle pour la vitre conducteur, etc. En plus pour les motorisations turbo CT, V6 et 2.5 turbo D : suspension Hydractive, ABS, jantes en alliage léger (sur V6) et thermomètre d'huile (sur V6). Cependant, la 13e vitre, les vitre arrière et sièges électriques ainsi que la suspension hydractive restent en option. Disparition des aérateurs arrière.
- Exclusive, qui garde la même définition que l'année-modèle 1997, avec en plus de série les airbags latéraux. En revanche, l'alarme et la supercondamnation des portes sont supprimées.
Nouvelles teintes de carrosserie Brun Épice et Rouge Pivoine.
Juillet 1998 (année-modèle 1999) : Adoption en série des airbags latéraux sur toutes les finitions.
Nouvelle teinte de carrosserie Bleu Balmoral.
Octobre 1998 : Citroën présente au Mondial de l'Automobile de Paris la XM Multimédia, une série spéciale limitée à 50 exemplaires. Dérivée de la XM V6.24 Exclusive à BVA, elle est équipée d'un système d'aide à la navigation Route Planner de Magneti Marelli, et le PC embarqué permet l'accès à de nombreuses sources d'informations via Internet. Elle est disponible uniquement dans la teinte spécifique Rouge d'Enfer nacré, accompagnée d'un intérieur Alcantara et cuir Savane, et dont l'équipement est enrichi de nombreux détails de finition par rapport à une XM Exclusive de série.
1999 : Nouvelle périodicité d'entretien, avec la vidange moteur portée de 10 000 km à 15 000 km.
Arrêt de production du break.
Juin 2000 : Arrêt de la production des berlines.

## Finitions et moteurs
Finitions des Citroën XM Phase I berlines (mai 1989 à juin 1994) :
- Finition bas de gamme : "Séduction" (juillet 1989 à juin 1991) puis "Présence" (juillet 1991 à juin 1994).
- Finition milieu de gamme inférieur : sans nom (mai-juin 1989), puis nommée "Harmonie" (juillet 1989 à juin 1991), et renommée "Sensation" (juillet 1992 à juin 1994).
- Finition milieu de gamme supérieur : "Ambiance" (mai 1989 à juin 1994).
- Finition haut de gamme : "Exclusive" (juillet 1990 à juin 1994).

Finitions des Citroën XM Phase I breaks (octobre 1991 à juin 1994) :
- Finition milieu de gamme : "Détente" (octobre 1991 à juin 1994).
- Finition milieu de gamme : "Ambiance" (octobre 1991 à juin 1994).

Finitions des Citroën XM Phase II berlines (juillet 1994 à juin 2000) :
- Finition bas de gamme : SX (juillet 1994 à juin 2000).
- Finition milieu de gamme : VSX (juillet 1994 à juin 1997).
- Finition haut de gamme : Exclusive (juillet 1994 à juin 2000).

Finitions des Citroën XM Phase II breaks (juillet 1994 à 1999) :
- Finition bas de gamme : SX (juillet 1994 à 1999).

- Finition milieu de gamme : VSX (juillet 1994 à juin 1997).

| Moteur        | Cylindrée | Puissance       | Couple  | Vitesse maxi | 0 à 100 km/h | Consommation mixte (litre/100 km) | CO2 (g/km) | Disponibilité |
| ------------- | --------- | --------------- | ------- | ------------ | ------------ | --------------------------------- | ---------- | ------------- |
| Essence       |           |                 |         |              |              |                                   |            |               |
| 2.0           | 1 998 cm3 | 115 ch (86 kW)  | 168 N m | 193 km/h     | 10.3         | 8,3                               | -          | 1989 - 1992   |
| 2.0 injection | 1 998 cm3 | 130 ch (97 kW)  | 182 N m | 205 km/h     | 11           | 8,6                               | -          | 1989 - 1994   |
| 2.0i 16v      | 1 998 cm3 | 135 ch (101 kW) | 187 N m | 206 km/h     | 11,3         | 9,9                               | -          | 1994 - 2000   |
| 2.0 Turbo CT  | 1 998 cm3 | 150 ch (112 kW) | 245 N m | 215 km/h     | 8,7          | 9,6                               | -          | 1994 - 2000   |
| 3.0 V6 PRV    | 2 975 cm3 | 170 ch (127 kW) | 245 N m | 223 km/h     | 8.9          | 10,8                              | -          | 1989 - 1994   |
| 3.0 V6 PRV    | 2 963 cm3 | 170 ch (127 kW) | 245 N m | 217 km/h     | 8.9          | -                                 | -          | 1994 - 1997   |
| 3.0 V6 24 ESL | 2 946 cm3 | 190 ch (145 kW) | 267 N m | 233 km/h     | 9,8          | 10,9                              | -          | 1997 - 2000   |
| 3.0 V6 24 PRV | 2 963 cm3 | 200 ch (149 kW) | 265 N m | 235 km/h     | 8,4          | 11,4                              | -          | 1990 - 1997   |
| Diesel        |           |                 |         |              |              |                                   |            |               |
| D12           | 2 138 cm3 | 83 ch (62 kW)   | 150 N m | 176 km/h     | -            | 7,6                               | -          | 1989 - 1997   |
| Turbo D12     | 2 088 cm3 | 110 ch (82 kW)  | 253 N m | 192 km/h     | -            | -                                 | -          | 1989 - 1994   |
| 2.1 Turbo D   | 2 088 cm3 | 110 ch (82 kW)  | 260 N m | 192 km/h     | -            | 7,8                               | -          | 1994 - 2000   |
| 2.5 Turbo D   | 2 446 cm3 | 130 ch (97 kW)  | 291 N m | 207 km/h     | -            | 9,2                               | -          | 1994 - 2000   |

## Ventes
Le modèle le moins cher était près de 50 % plus cher lors de son lancement que la CX correspondante en son temps. Malgré cela, elle s'est très bien vendue les deux premières années. Malheureusement elle souffrait de défauts de connectique et électriques divers, dus à des économies sur les composants. La plupart des premières XM ont souffert de multiples pannes électriques. La plupart de ces problèmes ont été réglés dès le millésime 1992.
Citroën s'étant refusé à lancer une vaste campagne de rappel, ce n'est qu'en 1993, année où la marque reconnaît que la XM est enfin fiabilisée, que Citroën lance l'opération "XM confiance". Cette grande campagne de fiabilisation est organisée par la marque pour mettre à niveau les premiers millésimes.
La crise du Golfe n'était pas favorable aux modèles haut-de-gamme en France.
Par ailleurs, son image de meilleure grande routière française est ternie par la comparaison avec la Peugeot 605, lancée à quelques mois d'intervalle, utilisant la même plate-forme, traction avant et non plus propulsion (à la différence des Peugeot 505 et 604) et dont la tenue de route est jugée supérieure à celle de la XM par les journalistes grâce, notamment, à son essieu multi-bras à effet directionnel, dont la XM est dépourvue.
La 605 (sur ses versions haut de gamme) offre également une suspension à amortissement piloté électroniquement que les commentateurs jugent aussi efficace que l'Hydractive de la XM.
La 605, qui abandonne la propulsion pour la traction et présente les mêmes problèmes de fiabilité que la XM (connectique et électronique), décevra les Peugeotistes, qui apprécient avant tout la fiabilité et le classicisme, tout en cannibalisant l'image de la XM : pour la première fois, une nouvelle grande Citroën n'est plus la meilleure routière du moment et se voit égalée par une Peugeot.
Au moment du restylage de juillet 1994, elle est pourtant devenue une voiture très fiable mais sa mauvaise réputation est définitivement acquise. Ses ventes ne cesseront de dégringoler à partir de 1991, son segment étant en outre de plus en plus phagocyté par la nouvelle génération du segment inférieur (dont la Xantia, beaucoup plus fiable mais nettement moins typée haut de gamme) et les monospaces (dont l'Evasion).
Elle s'est toutefois beaucoup mieux vendue en Allemagne, patrie du haut de gamme automobile, que sa cousine 605 (alors qu'elle est équipée d'un hayon contrairement à la Peugeot).
En fin de compte, en se vendant plus que la Peugeot 605 (254 505 exemplaires) et que la Renault Safrane (310 000 exemplaires), la XM aura su dominer le marché du haut de gamme français des années 1990 du haut de ses 333 405 ventes. Elle n'aura cependant pas échappé au déclin général de son segment au cours de la décennie, ni su racheter aux yeux de la clientèle ses déboires de début de production.
Sur ce total, seul 31 035 breaks ont été fabriqués, ce qui représente moins de 10 % de la production totale de la XM. Aussi, 50 579 des voitures produites ont bénéficié d'une motorisation V6 (berline et break confondus).